# Хонда Наґаясу
Хонда Наґаясу (яп. 本田 長康) — японський футболіст, що грав на позиції півзахисника.

## Виступи за збірну
У 1927 року дебютував в офіційних матчах у складі національної збірної Японії. У формі головної команди країни зіграв 4 матчі. Був учасником Far Eastern Championship Games 1927 року і 1930 року.

## Статистика
Статистика виступів у національній збірній.
| Збірна Японії | Збірна Японії | Збірна Японії |
| Роки          | Ігри          | голи          |
| ------------- | ------------- | ------------- |
| 1927          | 2             | 0             |
| 1928          | 0             | 0             |
| 1929          | 0             | 0             |
| 1930          | 2             | 0             |
| Усього        | 4             | 0             |